# Reformiertes Convict Halle (Saale)
Koordinaten: 51° 29′ 2,3″ N, 11° 57′ 59,8″ O
Das Reformierte Convict Halle wurde 1890 von der reformierten Domgemeinde eingerichtet und befindet sich im Dombezirk in Halle (Saale). Das Convict ist heute eine Kirchliche Stiftung der Evangelischen Kirche in Mitteldeutschland und der Evangelischen Landeskirche Anhalts. Das Haus ist ein studentisches Wohnheim für Studierende der Theologie und anderer Fächer und steht in enger Verbindung mit der Theologischen Fakultät der Martin-Luther-Universität Halle–Wittenberg, der Evangelischen Kirche in Mitteldeutschland und der Evangelischen Kirche Anhalts. Spezielles Anliegen der Stiftung ist der kulturelle wie geistliche Austausch von Theologiestudierenden vorwiegend reformierten Bekenntnisses in Osteuropa. Es ist das einzige „reformierte“ Convict in Deutschland.

## Geschichte
Durch das Engagement der drei Domprediger Gerhard Goebel, Hugo Albertz und Gustav Beelitz wurde am 24. April 1890 das Convict gegründet. Das Gebäude stammt aus dem Jahr 1912. Gebaut auf Veranlassung des damaligen Dompredigers August Lang und finanziert aus Spenden, Geschenken und dem Verkauf eines Ackers, der von der Stadt Halle für den Gertraudenfriedhof benötigt wurde, war es als Studentenwohnheim für Theologiestudenten entworfen.
Die sinkende Zahl reformierter Theologen in den Nachkriegsjahren öffnete im Jahr 1923 auch Lutheranern die Tür des Reformierten Convicts. Sowohl während der Zeit des Nationalsozialismus als auch in der DDR wurde das Reformierte Convict mehrfach Zufluchtsort und Arbeitsstätte für anders denkende Studenten und Dozenten der Theologie. So verlegte Günther Dehn, der auf Grund seines Engagements im Kirchenkampf abgesetzt wurde, seine Lehrveranstaltungen in das Reformierte Convict. Im Jahr 1960 zog die erste Studentin in das Haus ein.

## Heutige Situation
Heute ist das Reformierte Convict eine eingetragene Stiftung. Neben diesem gibt es noch zwei weitere evangelische Konvikte in Halle (Saale): Das Evangelische Konvikt und das Schlesische Konvikt.